# Tensor de Ricci
En geometria diferencial, el tensor de curvatura de Ricci (anomenat així a partir de Gregorio Ricci-Curbastro) és un tensor—(0,2)—bivalent, obtingut com una traça del tensor de curvatura complet. El tensor de Ricci es pot representar segons els vectors u i v, usualment representat per Ric(u,v) i es pot definir com a la traça de l'endomorfisme
{\displaystyle w\mapsto R(w,v)u}
on R és el tensor de curvatura de Riemann. En coordenades locals, es pot escriure (fent servir la notació d'Einstein)
{\displaystyle Ric=R_{ij}dx^{i}\otimes dx^{j}}
on
{\displaystyle R_{ij}={R^{k}}_{ikj}}.
És a dir, es pot expressar com un laplacià del tensor mètric riemanià en el cas de les varietats de Riemann. En dimensions 2 i 3 el tensor de curvatura és determinat totalment per la curvatura de Ricci.
Hom pot pensar en la curvatura de Ricci en una varietat de Riemann com un operador a l'espai tangent.
{\displaystyle {R^{i}}_{j}=g^{ik}R_{kj}}
Per qualsevols vectors u i v el vector Ric(u) satisfà
{\displaystyle Ric(u,v)=g(Ric(u),v)}
Això es pot deduir del fet que la símbol de Levi-Civita no presenta torsió.
Si aquest operador és multiplicat simplement per una constant, llavors tenim varietat d'Einstein. La curvatura de Ricci és proporcional al tensor mètric en aquest cas.
La curvatura de Ricci es pot explicar en termes de la curvatura seccional de la manera següent: per a un vector unitari v, (v), v > és suma de les curvatures seccionals de tots els plans travessats pel vector v i un vector d'un marc ortonormal que conté a v (hi ha n-1 d'aquests plans). Aquí R(v) és la curvatura de Ricci com un operador lineal en el pla tangent, i ,.> és el producte escalar mètric. La curvatura de Ricci conté la mateixa informació que totes aquestes sumes sobre tots els vectors unitaris. En dimensions 2 i 3 aquest és igual que especificar totes les curvatures seccionals o el tensor de curvatura, però en dimensions més altes la curvatura de Ricci conté menys informació. Per exemple, les varietats d'Einstein no han de tenir curvatura constant en les dimensions 4 i més.
Si es canvia la mètrica g pel factor conformal {\displaystyle e^{2f}} la curvatura de Ricci canvia a
{\displaystyle e^{2f}(Ric+(2-n)(Hess(f)-df\otimes df+{\frac {1}{2}}\|grad(f)\|^{2}g)-\Delta (f)g),}
que és un tensor (0,2).

## Aplicacions del tensor de curvatura de Ricci
La curvatura de Ricci es pot utilitzar per a definir les classes de Chern d'una varietat, que són invariants topològics (per tant independents de l'elecció de la mètrica). La curvatura de Ricci també s'utilitza en el flux de Ricci, on una mètrica és deformada en la direcció de la curvatura de Ricci. En superfícies, el flux produïx una mètrica de curvatura de Gauss constant i se segueix el teorema d'uniformització per a les superfícies. La curvatura de Ricci ocupa un paper important en relativitat general, on és el terme dominant en les equacions de camp d'Einstein.

## Topologia global i la geometria de curvatura de Ricci positiva
El teorema de Myers estableix que si la curvatura de Ricci és limitada per baix en una varietat completa de Riemann per {\displaystyle \left(n-1\right)k>0\,\!}, llavors el seu diàmetre és {\displaystyle \leq \pi /{\sqrt {k}}}, i la varietat ha de tenir un grup fonamental finit. Si el diàmetre és igual a {\displaystyle \pi /{\sqrt {k}}}, llavors la varietat és isomètrica a una esfera de curvatura constant k.
La desigualtat de Bishop-Gromov estableix que si la curvatura de Ricci d'una varietat m-dimensional completa de Riemann és ≥0 llavors el volum d'una bola és més petit o igual al volum d'una bola del mateix ràdi en el m-espai euclidià. Más encara, si {\displaystyle vp(R)} denota el volum de la bola amb centre p i radi {\displaystyle R} en la varietat i el {\displaystyle V(R)=cmR^{m}} denota el volum de la bola de radi R en el m-espai euclidià llavors la funció {\displaystyle vp(R)/V(R)} és no creixent. (l'última desigualtat es pot generalitzar a una cota de curvatura arbitrària i és el punt dominant en la prova d'el teorema de compacitat de Gromov.) 
El teorema de partició de Cheeger-Gromoll indica que si una varietat completa de Riemann amb el Ricc ≥0 té una línia recta (és a dir una geodèsica minimitzant infinita a ambdós costats, això és una geodèsica γ tal que {\displaystyle d(\gamma (u),\gamma (v))=|u-v|} per tots els {\displaystyle v,u\in \mathbb {R} })) llavors és isomètrica a un espai R x L, on L és una varietat de Riemann.
Tots els resultats de dalt demostren que la curvatura de Ricci positiva té un cert significat geomètric, al contrari, la curvatura negativa no és tan restrictiva, en particular com va ser demostrat per Joachim Lohkamp, qualsevol varietat admet una mètrica de curvatura negativa.